# Dawson City

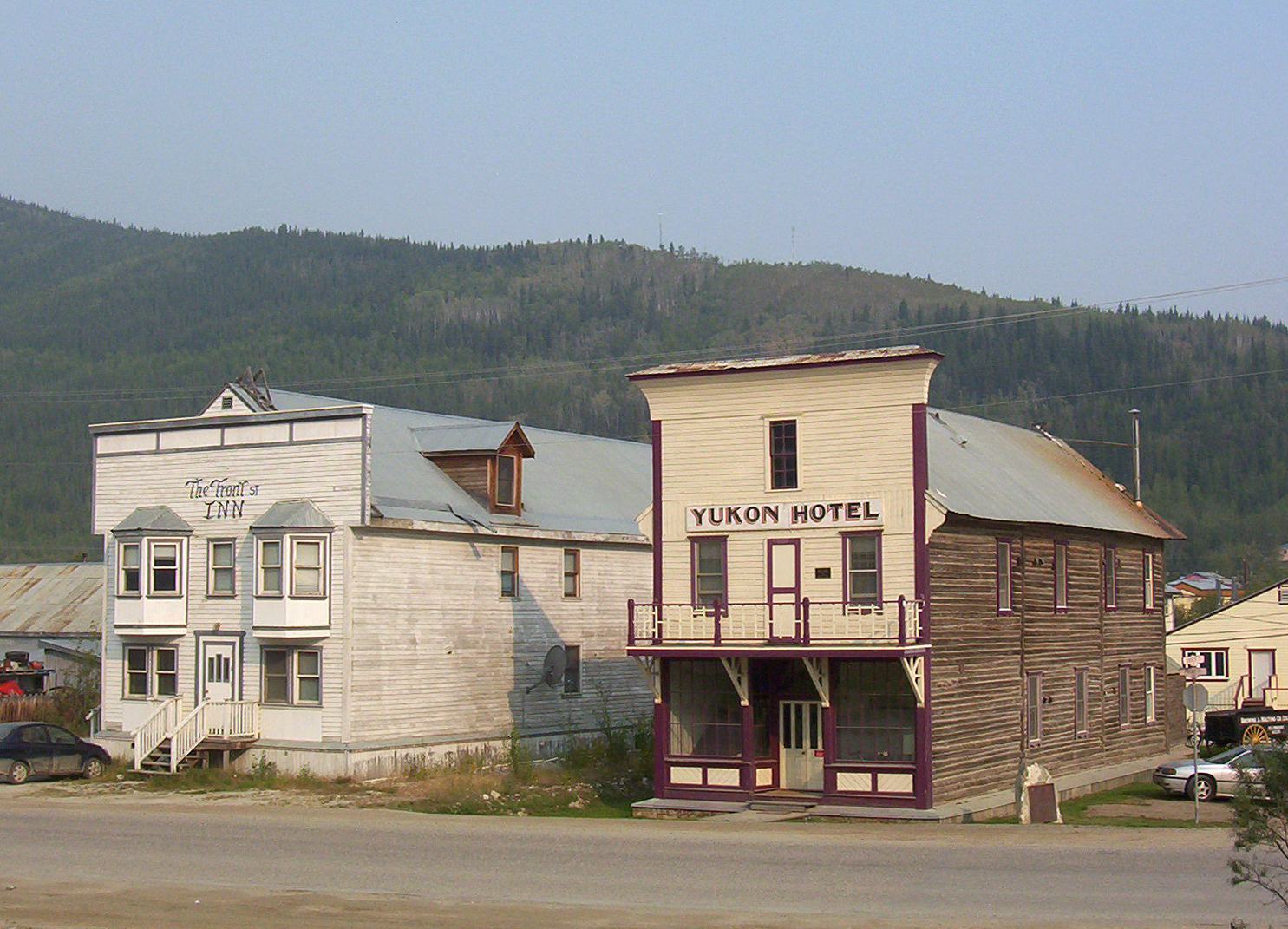
Yukon hotel i Dawson

Dawson City är en ort i västra Yukon i Kanada. Ortens namn kommer efter den kanadensiske geologen George Mercer Dawson som utforskade regionen år 1887. Dawson ligger vid sammanflödet av floderna Klondike och Yukon. Orten har omkring 1 500 invånare men lockar ungefär 60 000 besökare varje år. Dawsonborna kallar oftast staden Dawson, medan turistindustrin kallar den Dawson City, främst för att skilja den från Dawson Creek, som är känd för att ha milstolpe 0 på Alaska Highway.

## Historia
Orten döptes i januari 1897 efter George Mercer Dawson, som hade utforskat och kartlagt området år 1887. Den var Yukons huvudstad från att territoriet grundades 1898 fram till 1952, då Whitehorse blev huvudstad.

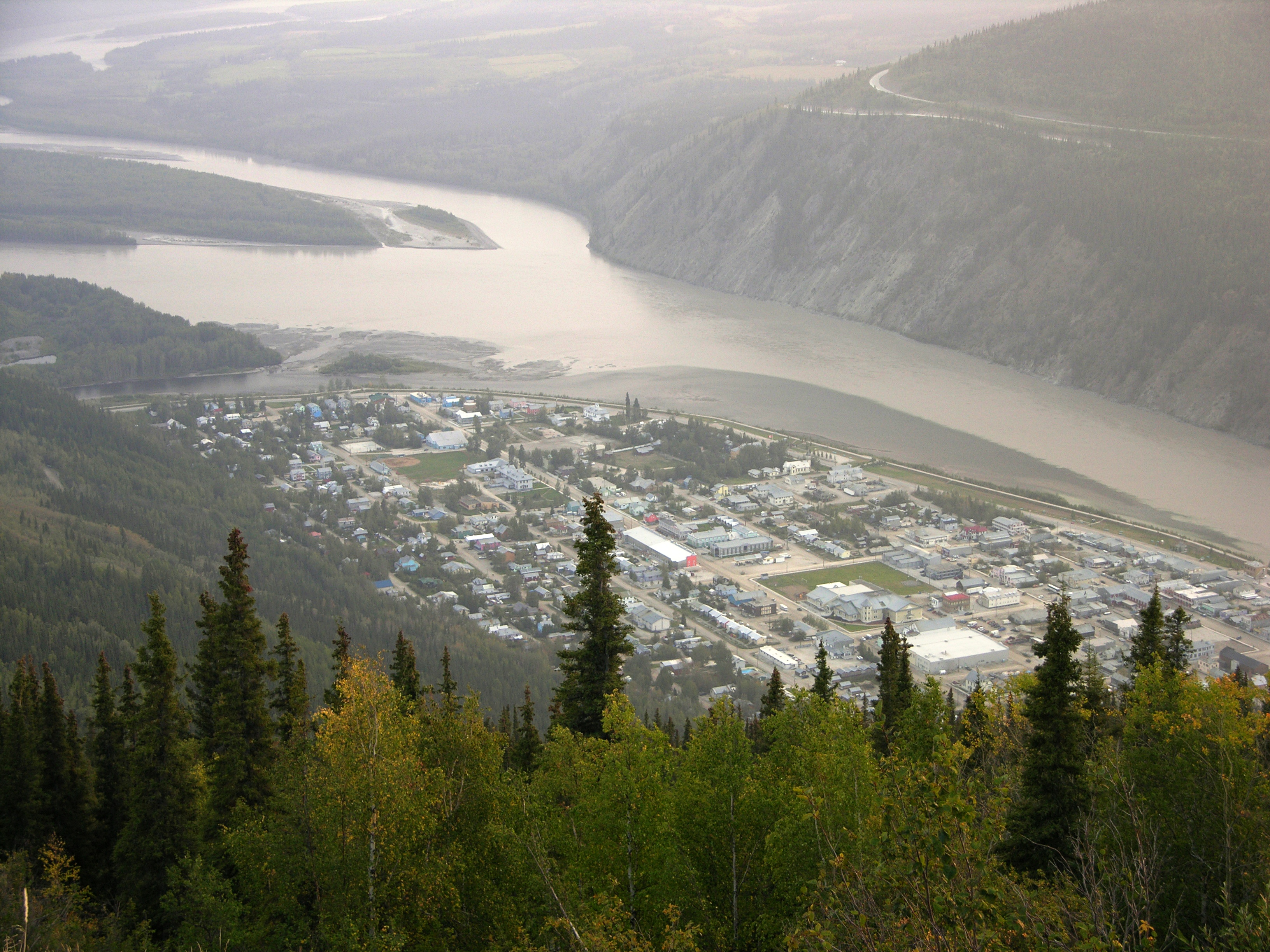
Vy över Dawson City med Yukonfloden till höger och Klondikefloden till vänster

Guldruschen i Klondike startade 1896 och förändrade fiskeläget till en levande stad med ungefär 40 000 invånare år 1898. 1899 var guldruschen över och stadens befolkning sjönk då 8000 personer lämnade staden. Då Dawson inkorporerades som stad år 1902 hade den under 5 000 invånare.
Befolkningen höll sig relativt stabil fram till 1930-talet, sjönk efter andra världskriget då huvudstaden flyttades, och låg på mellan 600 och 900 invånare under 1960- och 1970-talen, men har stigit och hållits stabil sedan dess. Det höga guldpriset har gjort modern gruvdrift i området lönsam, och den ökande turistindustrin har ökat efterfrågan på faciliteter. Under det tidiga 1950-talet byggdes en väg från Dawson till Alaska, och under hösten 1955 länkades den till Whitehorse tack vare Klondike Highway.
Många av de större byggnaderna i staden tillhör Dawson National Historic Site. Vissa gamla hus fungerar delvis som museum, och parkarbetare klär sig som guldletare.

## Stad eller ort?
Dawson inkorporerades som stad år 1902 då den mötte sin tids kriterier för stadsstatus. Den behöll statusen även då befolkningen sjönk. Då stadsstatusen skulle uppdateras på 1980-talet uppnådde staden bara nivån "ort" (town) och inkorporerades som sådan, men med speciellt tillstånd att fortfarande använda ordet "city", dels av historiska skäl, och dels för att skilja den från Dawson Creek, en liten stad i nordöstra British Columbia. Även Dawson Creek är döpt efter George Mercer Dawson.
Vid stadsgränsen finns en skylt som lyder "Welcome to the Town of the City of Dawson", vilket på svenska blir "Välkommen till orten staden Dawson".

## Industri
Idag är Dawson Citys huvudsakliga industrier turism och guldgruvdrift.
Guldgruvdriften inleddes år 1896 då George Carmack, Dawson Charlie och Skookum Jim Mason hittade guld i Bonanza Creek. De flesta områden att söka guld på blev snart upptagna och folk upptäckte att det var svårt att tjäna på guldsökandet, och blev istället entreprenörer, och erbjöd sina tjänster till guldletare.
Ungefär tio år senare inleddes de första industriella guldgruvdrifterna, och enorma mängder guld grävdes ut från området med hjälp av mudderverk. Ett nätverk kanaler byggdes mot norr för att ge mudderverken bränsle i form av vattenkraft. Alla mudderverk utom ett, ägd av Joseph W. Boyle, stängdes ner under vintern. Det sista mudderverket stängdes ner år 1966.
I staden ligger Dawsons flygplats.